# Halocyphina
Halocyphina är ett släkte av svampar. Halocyphina ingår i familjen Niaceae, ordningen Agaricales, klassen Agaricomycetes, divisionen basidiesvampar och riket svampar.
|             | Cyphellopsis                          |
|             |                                       |
|             | Lachnella                             |
|             |                                       |
|             | Flagelloscypha                        |
|             |                                       |
|             | Merismodes                            |
|             |                                       |
|             | Nia                                   |
|             |                                       |
|             | Woldmaria                             |
|             |                                       |
| Halocyphina | \| \| Halocyphina villosa \| \| \| \| |
|             | \| \| Halocyphina villosa \| \| \| \| |
|             | Peyronelina                           |
|             |                                       |
|             | Halocyphina villosa                   |
|             |                                       |

|  | Halocyphina villosa |
|  |                     |